# NEWS DOME TOUR 2018-2019 EPCOTIA -ENCORE-
「NEWS DOME TOUR 2018-2019 EPCOTIA -ENCORE-」（ニュース ドームツアー 2018-2019 エプコティア -アンコール-）は、NEWSの13枚目のライブBlu-ray&DVD。
2020年1月22日にジャニーズ・エンタテイメントから発売。

## 概要
前作から約4か月ぶりとなるライブBlu-ray/DVD。
本編には2019年1月7日に行われたツアーファイナル・東京ドーム公演の模様を収録。

## 封入特典

### 初回盤
- 2枚組
- スペシャルパッケージ仕様
- 52P ブックレット
- 異星人キーホルダー 3体セット

### 通常盤
- 2枚組
- ポストカード4枚封入
- 特典映像「COUNTDOWN LIVE at KYOCERA DOME OSAKA」よりカバーメドレー

## 収録内容

### 本編映像

#### DISC 1
1. Overture
2. EPCOTIA
3. TWINKLE STAR
4. U R not alone
5. SPIRIT
6. 紅く燃ゆる太陽
7. ワープ中 -ENCORE INTER-
8. Stand Up!
9. NEWSニッポン
10. LIVE
11. weeeek
12. 恋する惑星
13. IT'S YOU
14. SHOCK ME 2013
15. 惑星着陸 -ENCORE INTER-
16. チャンカパーナ
17. 夜よ踊れ
18. LVE
19. BAND SESSION
20. JUMP AROUND
21. BLACK FIRE
22. Strawberry
23. (MC)

#### DISC 2
1. タイムワープ -ENCORE INTER-
2. ずっと一緒さ (山下達郎の曲) - 増田貴久
3. DANCIN'☆TO ME - 小山慶一郎
4. カカオ - 加藤シゲアキ
5. 茜空 (京本大我〈SixTONES〉の曲) - 手越祐也
6. Cascade
7. AVALON
8. EROTICA
9. UFO
10. メガロマニア
11. BLACKHOLE
12. BLACKHOLE -ENCORE INTER-
13. LPS
14. 恋祭り
15. NYARO
16. 渚のお姉サマー
17. EMMA
18. チュムチュム
19. KAGUYA
20. Fighting Man
21. 裸足のシンデレラボーイ
22. TEPPEN
23. 希望～Yell～
24. 4+FAN
25. 「生きろ」
26. HAPPY ENDING
27. 帰り道 -ENCORE INTER-
28. BLUE

### 通常盤特典映像 ＜SPECIAL REEL＞
Disc 2
1. COUNTDOWN LIVE at KYOCERA DOME OSAKAより
  1. シンデレラガール
  2. 大阪ロマネスク
  3. ええじゃないか
  4. Venus